# Marpissa pikei
Marpissa pikei là một loài nhện trong họ Salticidae.
Loài này thuộc chi Marpissa. Marpissa pikei được Elizabeth Maria Gifford Peckham & George William Peckham miêu tả năm 1888.

## Hình ảnh

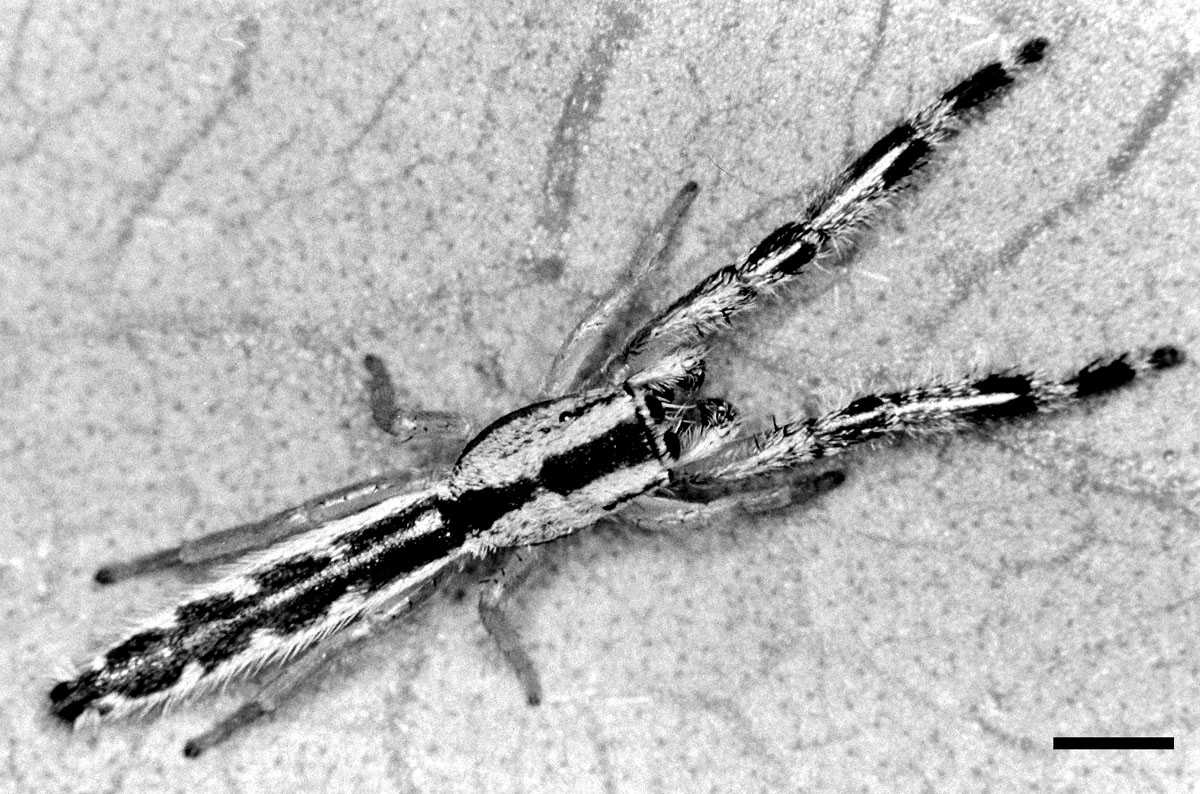
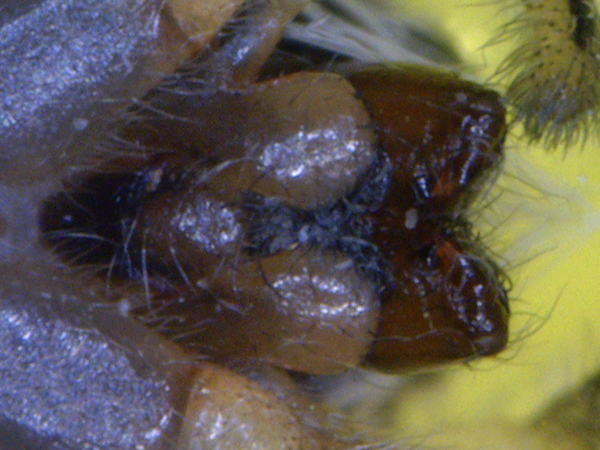
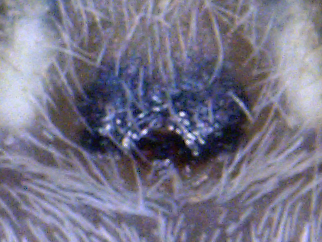
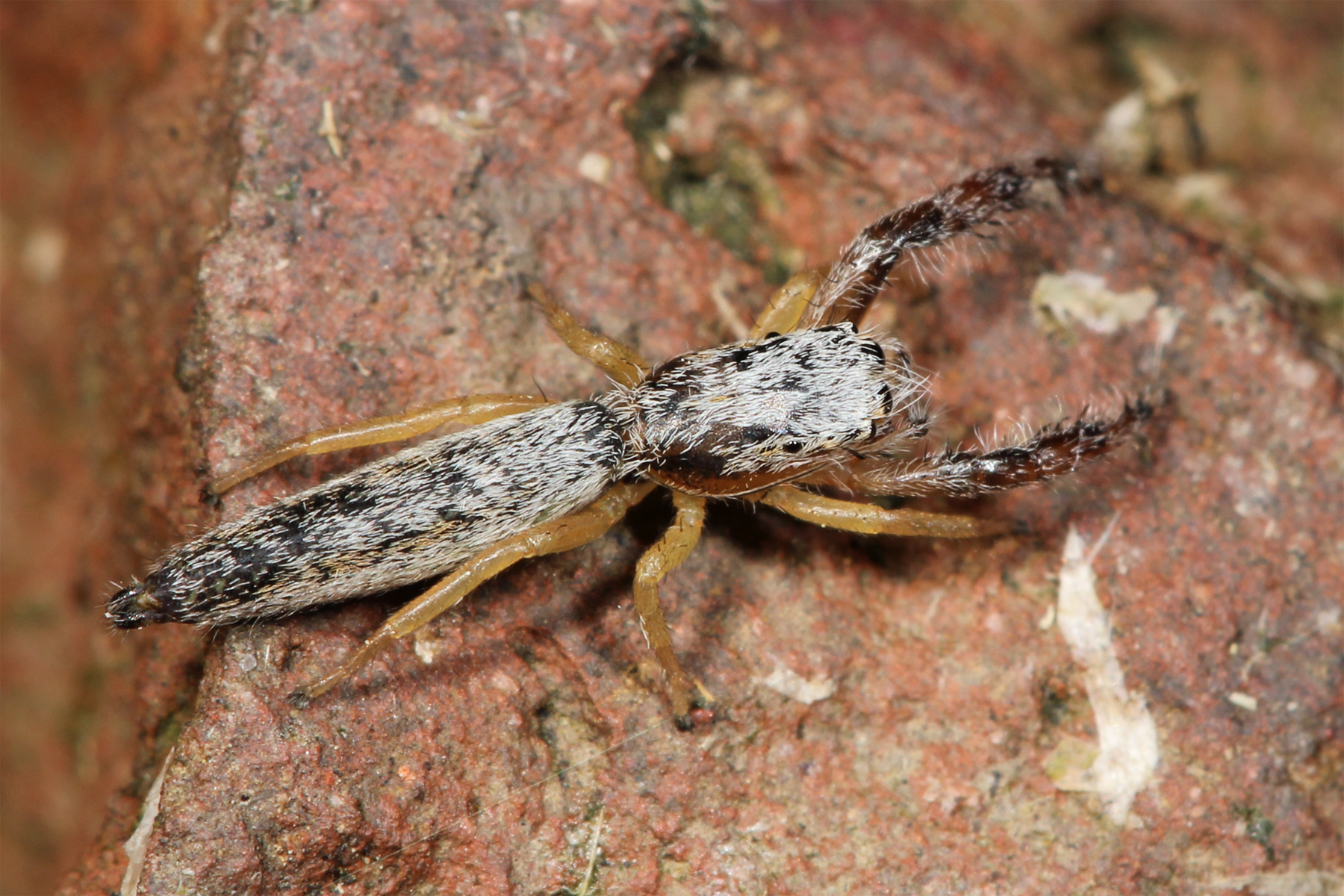